# Andelo
Andelo, o Andelos, es un yacimiento arqueológico de una antigua ciudad romana asentada en la actual localidad de Muruzábal de Andión, en el municipio de Mendigorría (Navarra, España). Según las fuentes clásicas, esta ciudad estipendaria estaba dentro del territorio de los vascones, y fue un importante centro comercial y de transporte de las Hispania romana. Tras unas primeras, e iniciales, campañas de excavaciones durante los años 40, décadas más tarde, bajo la dirección de María Ángeles Mezquíriz Irujo, se practicaron intervenciones sistemáticas entre los años 1980 y 2000 que dejaron a la vista numerosos vestigios.
Como resultado del volumen excavado, dentro del conjunto se levantó el Museo Arqueológico de Andelo que, por iniciativa de la Dirección General de Cultura del Gobierno de Navarra (Institución Príncipe de Viana), entre 1999 y 2000, siguió el proyecto del arquitecto José Luis Franchez Apezetxea.

## Denominación
Son las menciones del gentilicio andelonenses que hacen tanto Plinio (Historia Natural, IV, 24) como Ptolomeo entre las ciudades estipendarias vascones del convento cesaraugustano las que llevan a considerar Andelo como la forma correcta frente a la Andelos (en griego, Ἅνδηλος) que cita Ptolomeo. La forma del gentilicio de Andelos formalmente debiera haber sido andelosenses y no andelonenses que motiva tal elección.
Con todo, en los primeros momentos, arqueológicamente hablando, se hizo frecuente el uso, y difusión, de la forma Andelos, y prueba de ello son las publicaciones hechas en esos primeros momentos, pero en la actualidad, aunque conviven ambas formas, la preferencia por Andelo trata de corregir aquel primer uso.

## Contexto geográfico
La situación del yacimiento de Andelo está dentro del término municipal de Mendigorría, una localidad de la Navarra Media Occidental, a unos 30 km de Pamplona, y unos 20 km de Estella. No está muy lejos de la ruta jacobea y sitios como Puente la Reina (6 km), Larraga (10 km) o Artajona (8 km). Cercana está también la villa romana de Las Musas en Arellano. Toda la zona está regada por las aguas del Río Arga que sigue una trayectoria de norte-sur estando Muruzábal de Andión a mitad de camino entre las mencionadas Mendigorría y Larraga.

## Descripción del yacimiento
Antes del asentamiento romano había un pequeño poblado perteneciente a la cultura la Edad de Hierro, de los siglos IV y III a. C. Las casas estaban decoradas con opus signinum piso del primer siglo, la ciudad I y II.
El complejo hidráulico de la ciudad es uno de los restos más destacados. Está formado por la presa de Iturránduz, que en realidad son dos, halladas en 1980 y 1983, un canal, y un castellum aquae o depósito de distribución del agua.
Se expone en el museo del yacimiento el mosaico del Triunfo de Baco y se ha encontrado una placa de bronce dedicada a Apolo. Sin embargo, el descubrimiento más notable es una inscripción hallada en 1993, que contiene la frase "Likine abuloŕaune ekien bilbiliaŕs" escrita en ibérico.
El mayor conocimiento de la ciudad se debe a las excavaciones de la década de 1980, dirigidas hasta el año 2000 por la arqueóloga María Ángeles Mezquíriz Irujo. Se pueden visitar los restos de la ciudad en el Museo Arqueológico de Andelo.

## Intervenciones arqueológicas
Las primeras excavaciones se realizaron en 1940 de la mano de Saturnino Rivera Manescau, director del Museo Arqueológico de Valladolid. Pocos años después, entre 1943-1944, Blas Taracena Aguirre, director del Museo Arqueológico Nacional, prosiguió estos trabajos, realizó unos planos de los descubrimientos, volviendo a tapar el terreno que se siguió usando para el cultivo de cereales. Un lote de objetos obtenidos durante estas intervenciones se conservaron en el Museo de Navarra.

Se realizaron campañas desde 1980 a 1988

Ciudad romana de Andelo
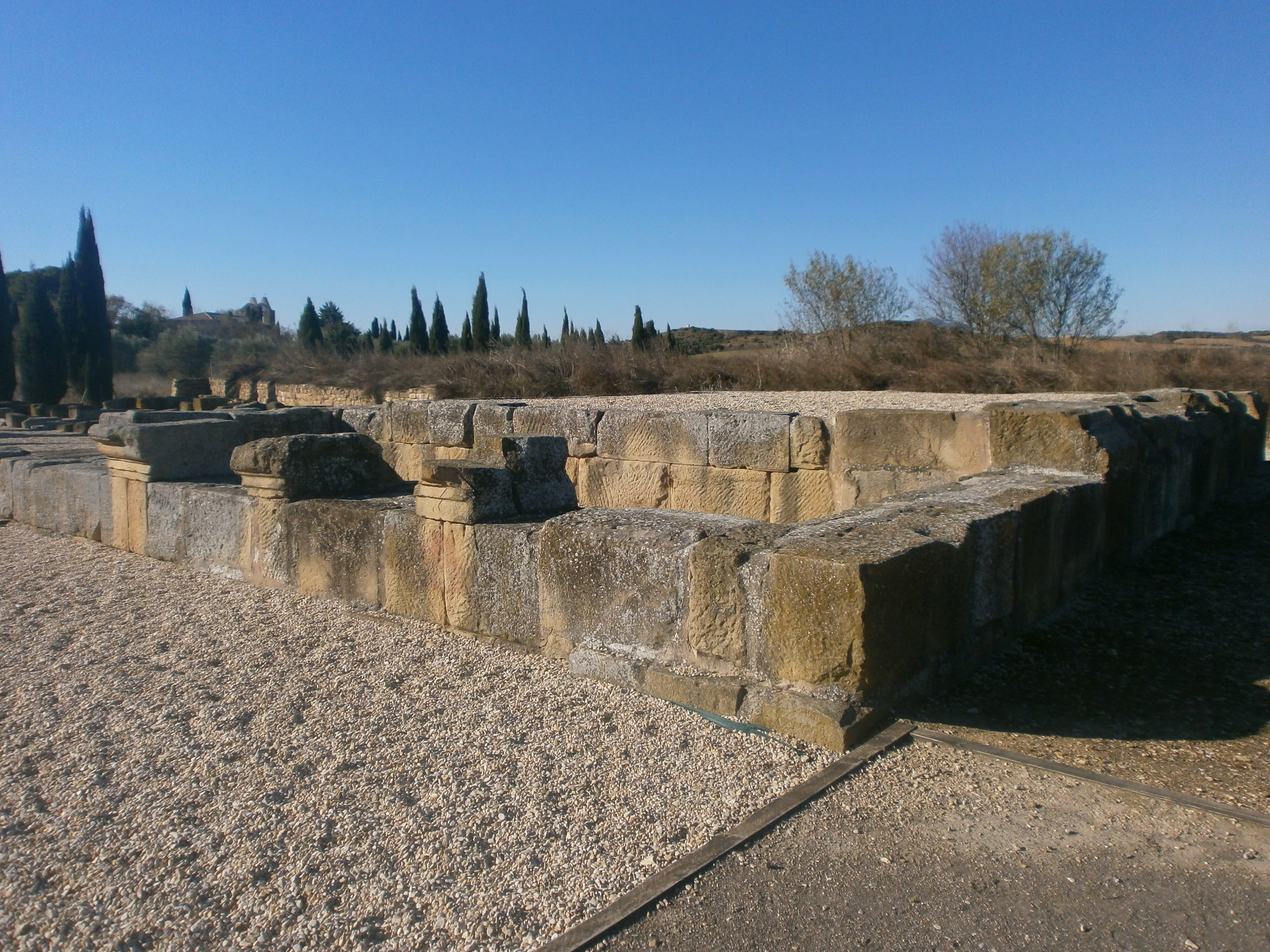
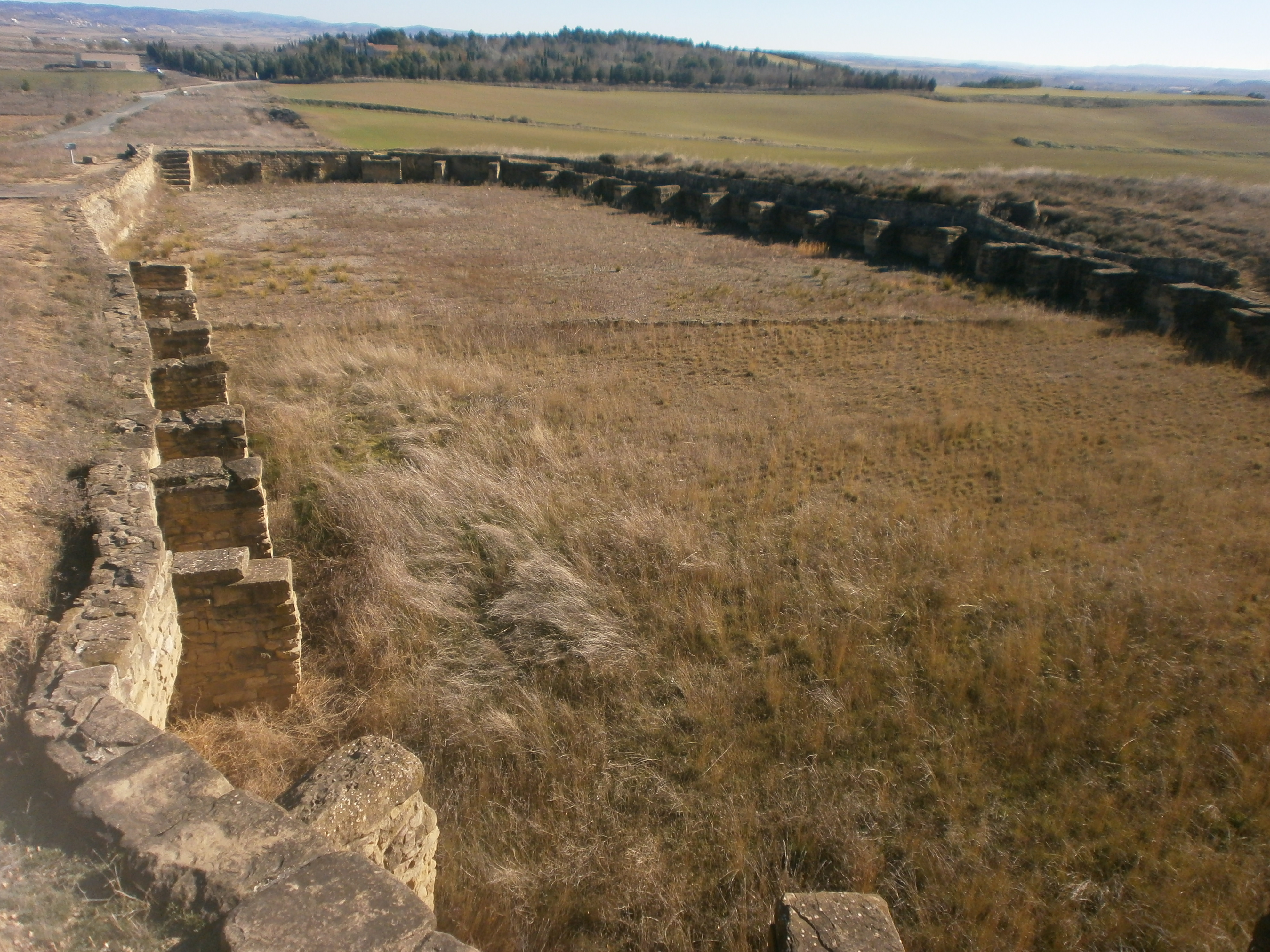
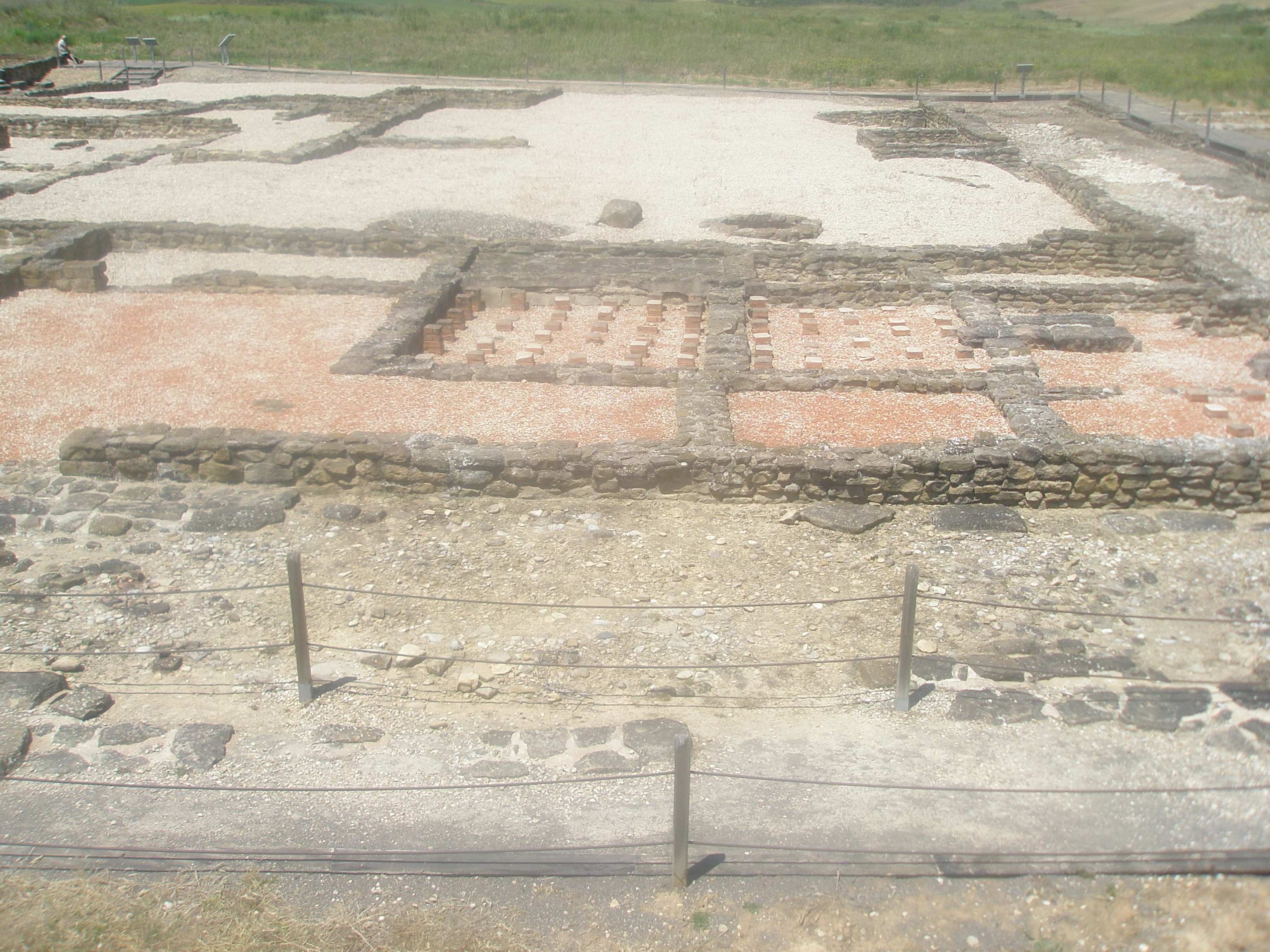
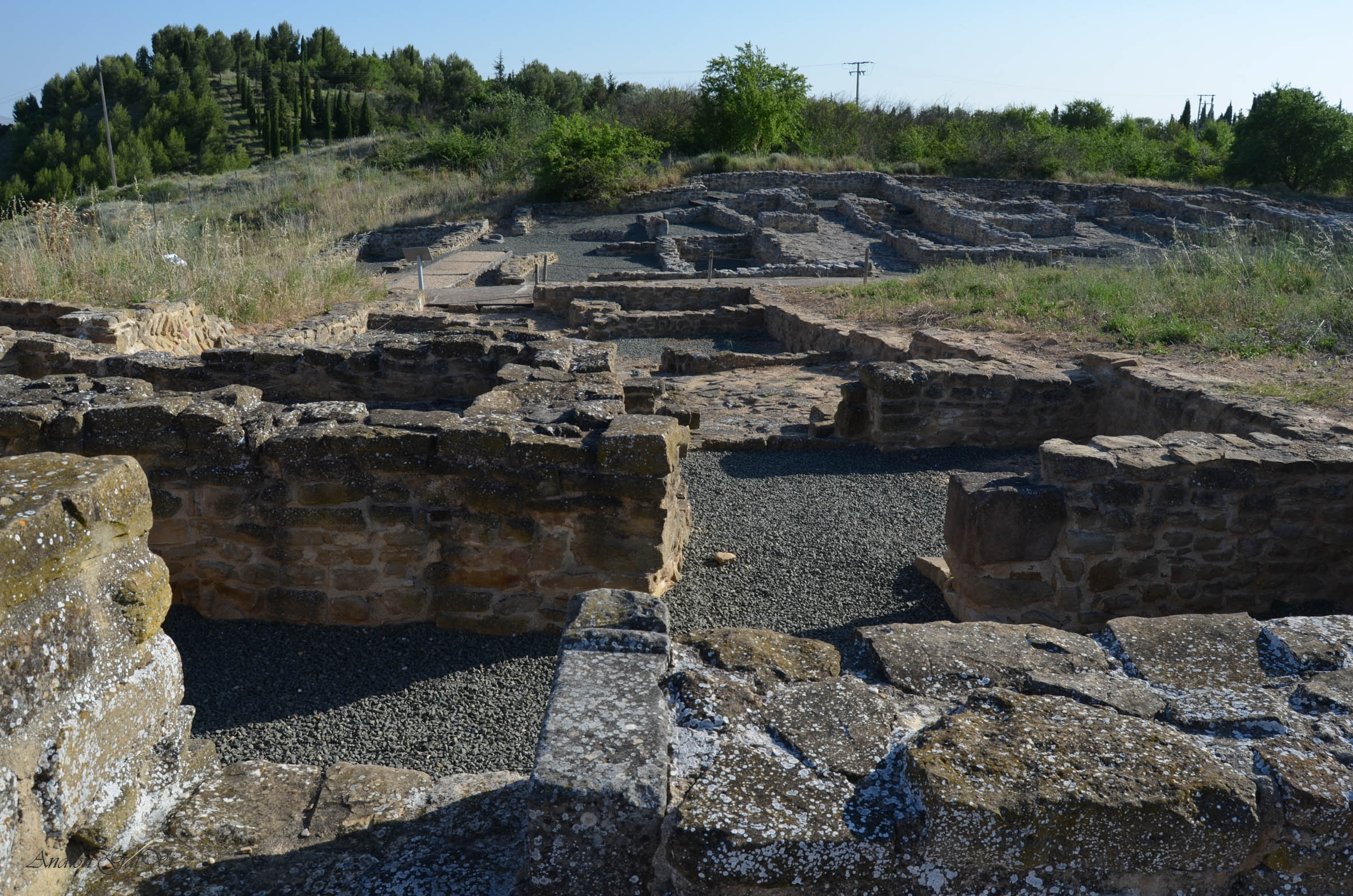
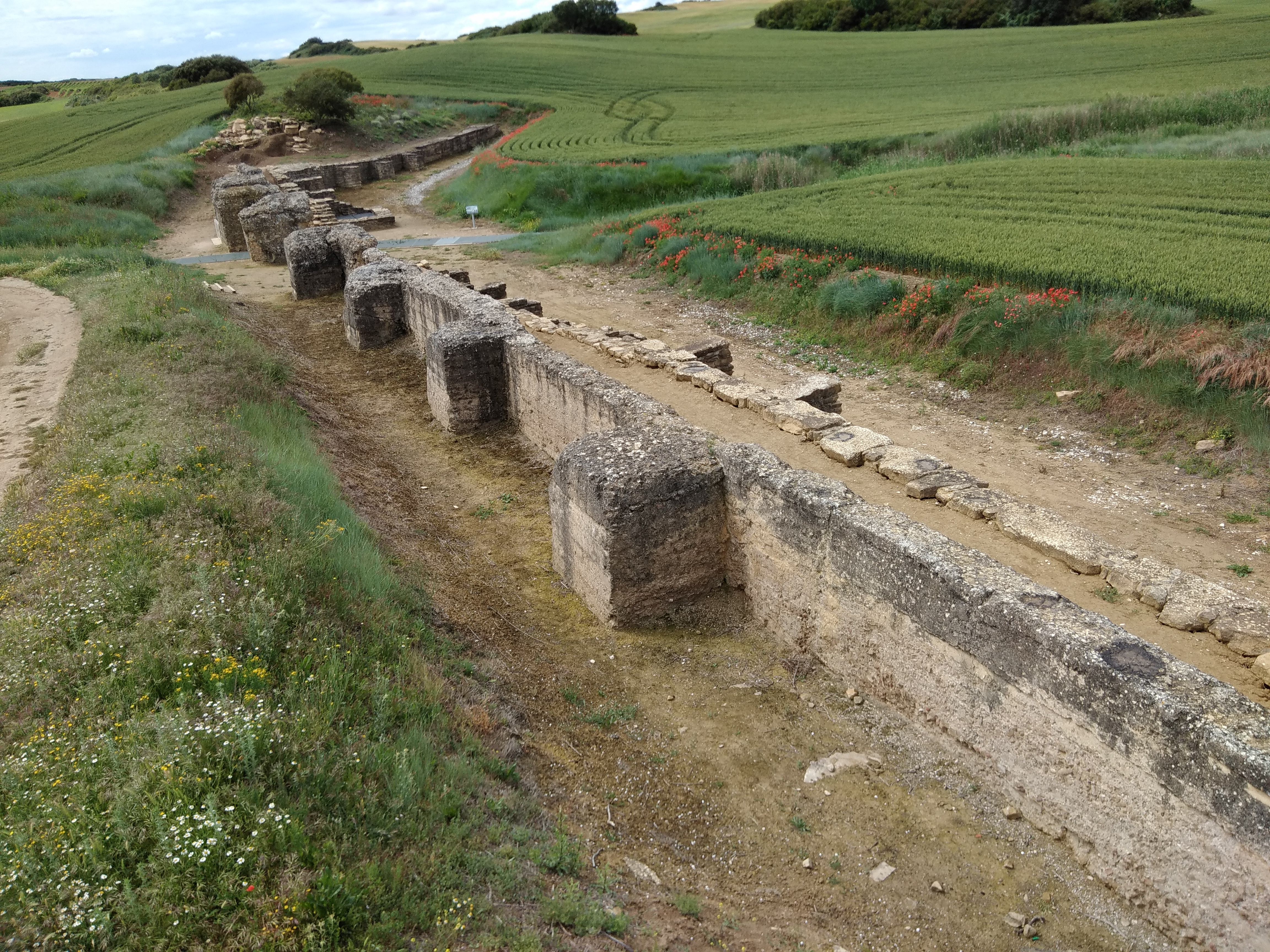
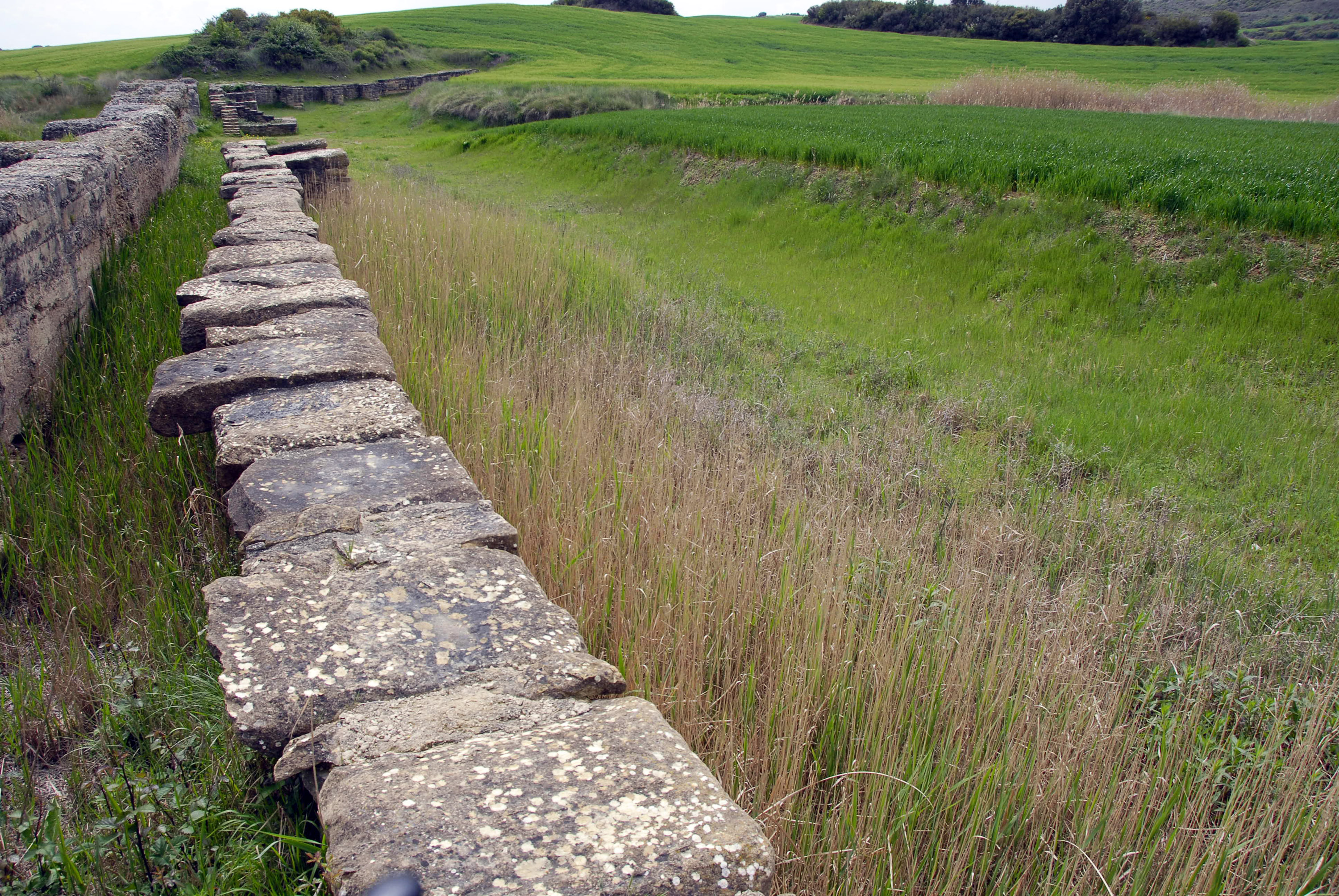
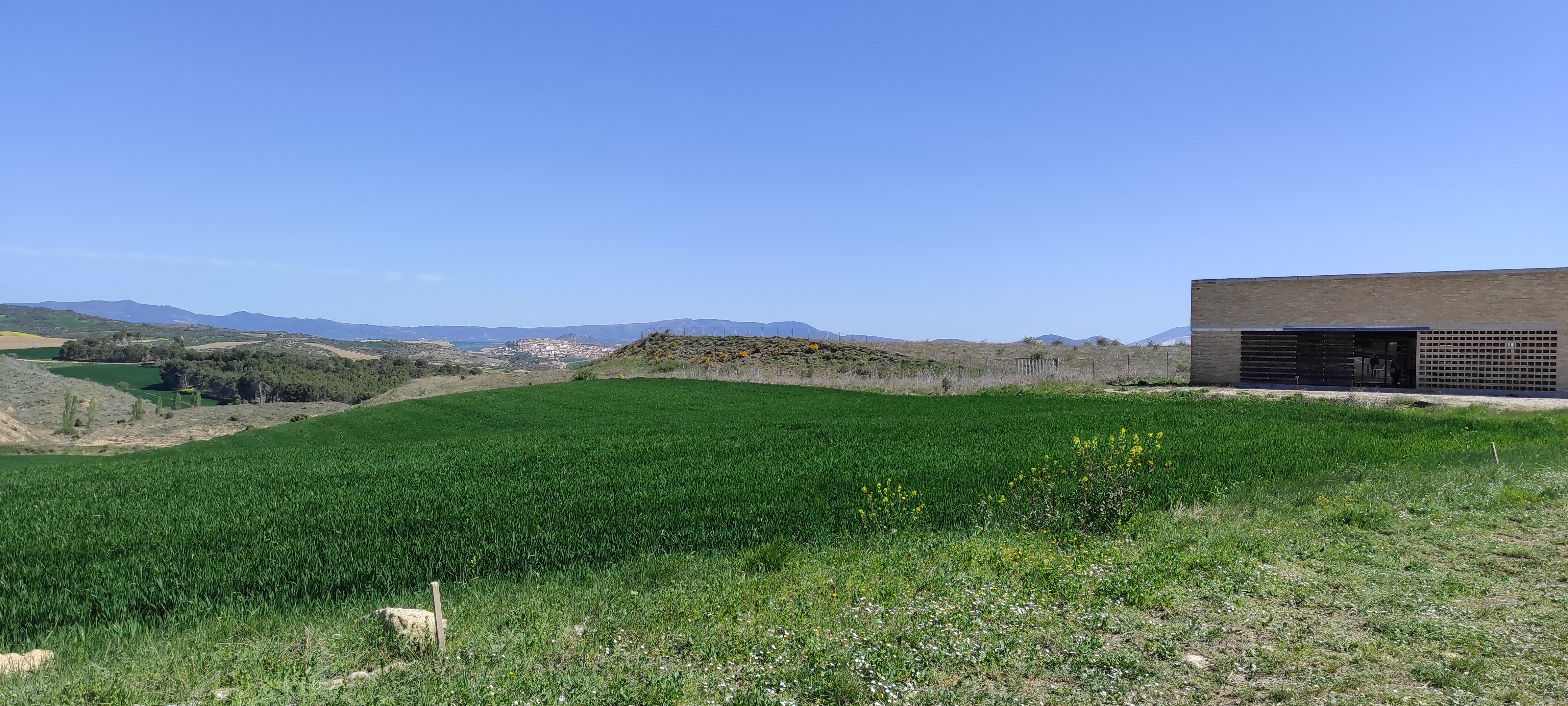
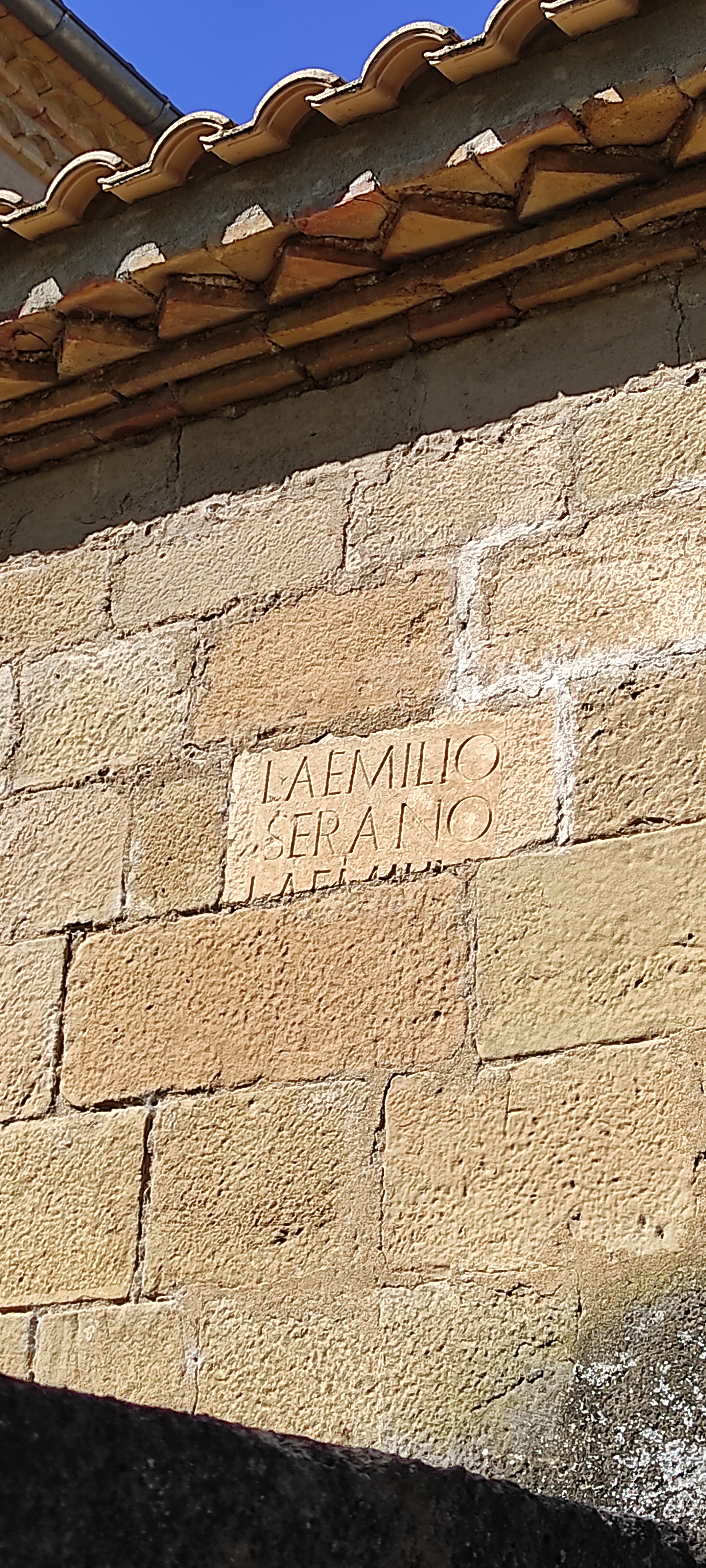
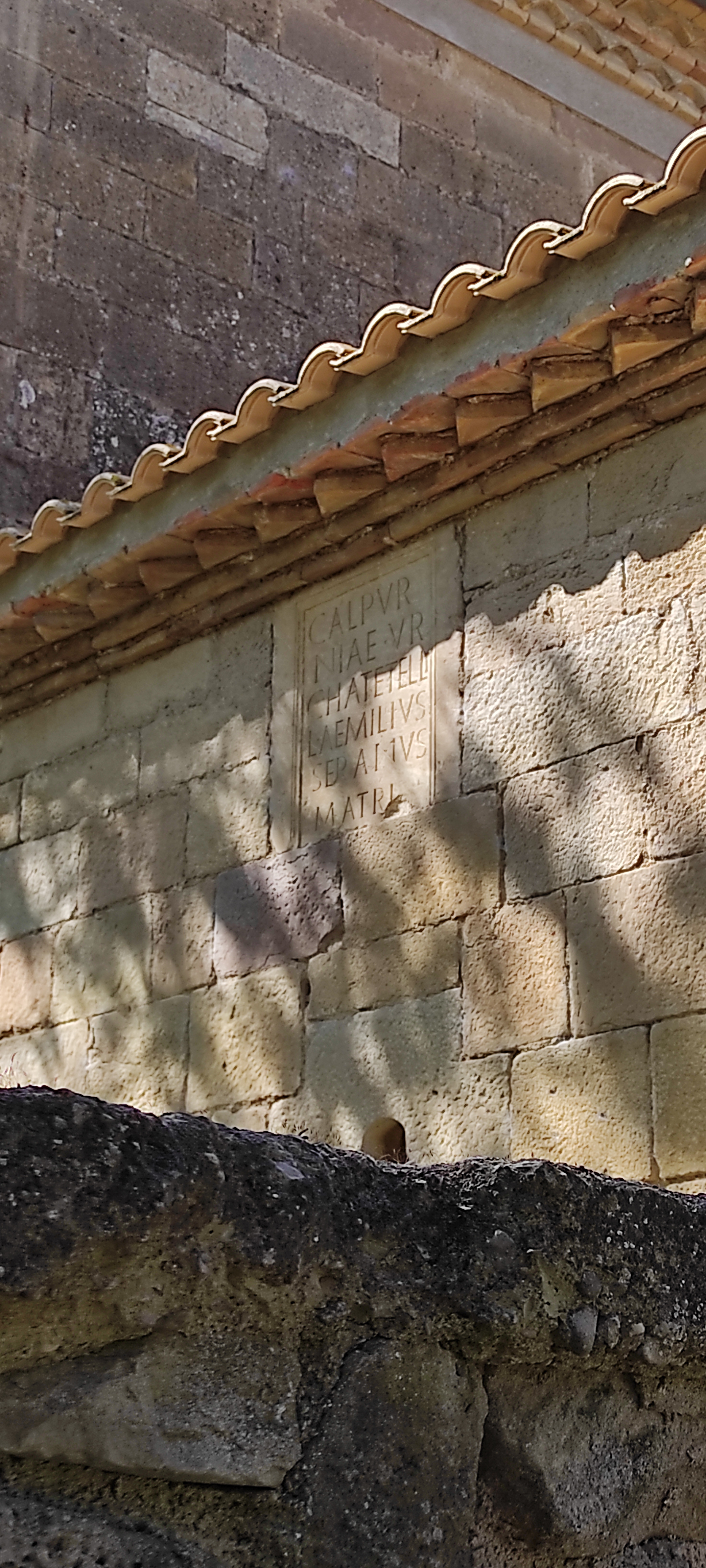